# Lucas Albertengo
Lucas Albertengo (Egusquiza, 30 gennaio 1991) è un calciatore argentino, attaccante dell'Atlético Rafaela.

## Caratteristiche tecniche
È una punta centrale che può giocare anche in posizione leggermente arretrata.

## Palmarès

### Club

#### Competizioni internazionali
- Copa Sudamericana: 1

Independiente: 2017